# 버트 콘비

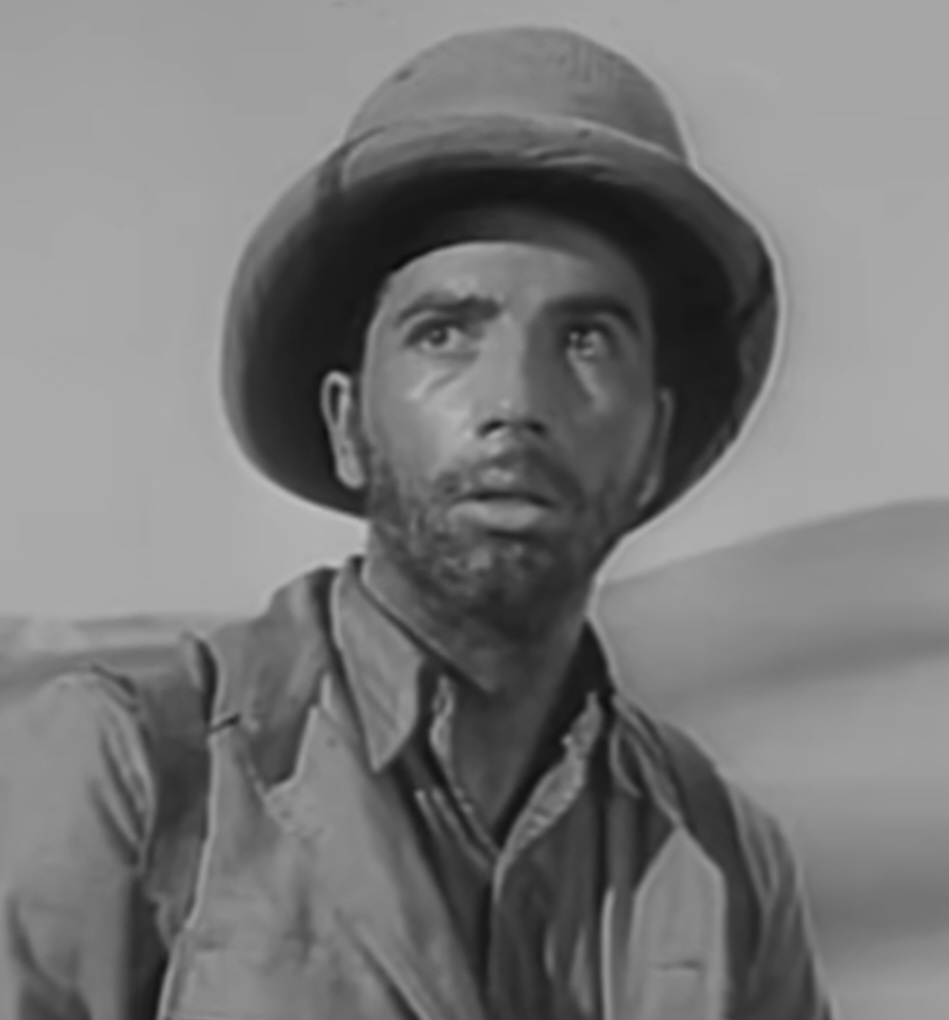

버트 콘비(Bert Convy, 1933년 7월 23일 ~ 1991년 7월 15일)는 미국의 배우, 가수, 야구 선수이다.
세인트루이스에서 태어났으며 브렌트우드에서 사망하였다. 사인은 교모세포종이다. 포리스트 론 메모리얼 파크에 매장되었다.

## 출연 작품
- 러브 다이 네이버 (1984년)
- 캐논볼 (1981년)
- 캡틴 어벤저 (1980년)
- 행잉 바이 어 스레드 (1979년)
- 우정의 마이애미 (1978년)
- 산타 옷을 입은 사나이 (1978, The Man in the Santa Claus Suit)
- 버켓 오브 블러드 (1959년)

### 텔레비전
- 페리 메이슨 (1960)
- 선셋 77번가 (1961)
- 하와이 파이브-O (1973-75)
- 꿈꾸는 낙원 (1978-84)
- 사랑의 유람선 (1978-87)
- 호텔 - 시리즈 (1984-86)